# جی (فلوریدا)
جی (به انگلیسی: Jay) شهرکی در شهرستان سانتا روزا ایالت فلوریدا است که در سال ۱۹۳۹ بنیان‌گذاری شده‌است. این شهرک طبق سرشماری سال ۲۰۱۰ میلادی، ۵۳۳ نفر جمعیت داشته و مساحت آن نیز ۴٫۱ کیلومتر مربع است.